# Deč
Deč (serbisch-kyrillisch Деч) ist ein Dorf in der Opština Pećinci im Okrug Srem in der nordserbischen Provinz Vojvodina.

## Lage
Das Dorf Deč befindet sich in der Opština Pećinci im Okrug Srem in der nordserbischen Provinz Vojvodina. Deč  zählt 1499 Einwohner, die zu über 98 % der Serbisch-orthodoxen Kirche angehören. Der Ort liegt rund 30 km westlich von Serbiens Hauptstadt Belgrad. Deč liegt südöstlich der Gemeindehauptstadt Pećinci.

## Bevölkerung
Deč hatte bei der Volkszählung 2011 1499 Einwohner, während es 2002 1590 Einwohner waren. Nach den letzten zwei Bevölkerungsstatistiken fällt die Einwohnerzahl von Deč weiter. Die Bevölkerung stellen zu über 90 % Serbisch-orthodoxe Serben, es leben jedoch auch 53 Romas, 19 Jugoslawen, 8 Mazedonier, 6 Kroaten, 6 Slawische Muslime, 4 Ungarn, 3 Slowaken, 2 Montenegriner, sowie ein Russe und ein Deutscher im Ort. Sieben Personen gaben eine unbekannte ethnische Angehörigkeit an. 

## Religion
Die Mehrheit der Bevölkerung, gehört einer orthodoxen Kirche an, es gibt jedoch auch kleine Minderheiten von Katholiken und Muslimen, die kein eigenes Gotteshaus im Ort besitzen. 
Im Zentrum von Deč steht die Serbisch-orthodoxe 
Christi-Himmelfahrts-Kirche aus dem Jahre 1831. Die Kirche zu Deč ist von großen kulturellen Wert für die Vojvodina und damit für ganz Serbien, deswegen unterliegt das Gotteshaus dem Schutz des Staates und ist ein staatliches Denkmal.

## Demographie
| Jahr | Einwohnerzahl |
| ---- | ------------- |
| 1948 | 1396          |
| 1953 | 1333          |
| 1961 | 1362          |
| 1971 | 1215          |
| 1981 | 1227          |
| 1991 | 1346          |
| 2002 | 1590          |
| 2011 | 1499          |